# Provinciale weg 727
De provinciale weg 727 (N727) is een provinciale weg in de Nederlandse provincie Flevoland. De weg is de belangrijkste ontsluitingsroute van de toekomstige terminal van Lelystad Airport en het daarbij behorende bedrijventerrein. Het eerste gedeelte van de N727 is in 2017 geopend en het tweede deel in 2021. De aansluiting op de A6 is alleen te bereiken van en naar Almere.
De weg is uitgevoerd als tweestrooks-gebiedsontsluitingsweg met een maximumsnelheid van 80 km/h (het eerste gedeelte tot de terminal is 60 km/h). Tot de nieuwe luchthaventerminal heeft de weg gescheiden rijbanen, daarna gaat de weg over in 1x2-rijstroken. De weg heeft bij de opening gelijk de naam Anthony Fokkerweg gekregen, in eerste instantie was de tijdelijke naam Ontsluitingsweg bedacht. Op 13 november 2017 werd het eerste gedeelte van de N727 tot de Talingweg geopend voor het verkeer. Op 19 februari 2021 is het laatste gedeelte tussen de Talingweg en de A6 geopend.
N23 · N34 · N224 · N225 · N229 · N233 · N271 · N301 · N302 · N303 · N304 · N305 · N306 · N307 · N308 · N309 · N310 · N311 · N312 · N313 · N314 · N315 · N316 · N317 · N318 · N319 · N320 · N322 · N323 · N324 · N325/A325 · N326/A326 · N327 · N329 · N330 · N331 · N332 · N333 · N334 · N335 · N336 · N337 · N338 · N339 · N340 · N341 · N342 · N343 · N344 · N345 · N346 · N347 · N348/A348 · N349 · N350 · N351 · N352 · N375 · N377

N418 · N701 · N702 · N703 · N704 · N705 · N706 · N707 · N708 · N709 · N710 · N711 · N712 · N713 · N714 · N715 · N716 · N717 · N718 · N719 · N720 · N727 · N731 · N732 · N733 · N734 · N735 · N736 · N737 · N738 · N739 · N740 · N741 · N742 · N743 · N744 · N745 · N746 · N747 · N748 · N749 · N750 · N751 · N752 · N753 · N754 · N755 · N756 · N757 · N758 · N759 · N760 · N761 · N762 · N763 · N764 · N765 · N766 · N768 · N781 · N782 · N783 · N784 · N785 · N786 · N787 · N788 · N789 · N790 · N791 · N792 · N793 · N794 · N795 · N796 · N797 · N798 · N800 · N801 · N802 · N803 · N804 · N805 · N806 · N810 · N811 · N812 · N813 · N814 · N815 · N816 · N817 · N818 · N819 · N820 · N821 · N822 · N823 · N824 · N825 · N826 · N827 · N830 · N831 · N832 · N833 · N834 · N835 · N836 · N837 · N838 · N839 · N840 · N841 · N842 · N843 · N844 · N845 · N846 · N847 · N848 · N852 · N855

Cursief vermelde wegen zijn voormalige provinciale wegen.